# Boňkovský potok
Boňkovský potok je pravostranný a celkově největší přítok Perlového potoka v okrese Havlíčkův Brod v Kraji Vysočina. Délka jeho toku činí 5,2 km. Plocha povodí měří 6,1 km².

## Průběh toku
Potok pramení ve vsi Kamenice, která se nachází jihozápadně od Herálce v nadmořské výšce okolo 590 m. Teče převážně severovýchodním směrem, protéká obcí Boňkov. Napájí řadu rybníků, které se nazývají Kamenický rybník, Velký Jankov, Tvrzný rybník, U Dubu a Boňkovský rybník. Do Perlového potoka se Boňkovský potok vlévá jižně od Věže na jeho 15,3 říčním kilometru v nadmořské výšce okolo 495 m.

### Větší přítoky
Boňkovský potok nemá žádné významnější přítoky.